# Fontaine de l'éléphant (Cordoue)
La fontaine de l'Éléphant est une fontaine d'eau ou aquamanile du Xe siècle durant l'apogée du califat de Cordoue. Elle est actuellement dans la cour du palais Épiscopal de Cordoue. Réalisée en calcaire gris, elle ornait le sommet d'un pilier de section carrée, dont les marques se trouvent au niveau des pattes de l'animal.

## Histoire
L'emplacement originel était dans les environs de Sainte Marie de Trassierra, près des bains de Popea (es), ce qui rend très probable qu'il fît partie de aqueduc de Valdepuentes ou Aqua Vetus, qui apportait de l'eau depuis la source jusqu'à madinat al-Zahra. Cette hypothèse implique que la fontaine eut fait partie d'un complexe palatin d'Abd al-Rahman III ou d'un noble andalusi à l'époque califale. Ce serait un équivalent de la fontaine de la cour des Lions ou de la biche de madinat al-Zahra. D'après la datation au carbone 14, elle aurait été utilisée de 982 à 1193.
La fontaine est documentée dans les  ordonnances de 1884 sous le nom de  Fuente del Caño-Escaravita. En 1988 elle fut déplacée au palais Épiscopal de Cordoue pour l'inauguration du Musée Diocésain l'année suivante, car ces terrains appartenaient au diocèse de Cordoue. Il existe deux répliques: la première est à son emplacement originel et l'autre à Sainte Marie de Trassierra. Elles furent placées le 1 décembre 2013 et réalisées par le sculpteur Martín Lagares,.

## Légende
Manuel Pimentel dans son livre Légendes de Madinat al-Zahra nous raconte la légende suivante. Enfant, le maître d’œuvre - alarife - de madinat al-Zahara, Maslama ben Abdallah, avait écouté raconter à un ermite des montagnes de Cordoue une histoire selon laquelle les romains, ne sachant que faire avec les éléphants laissés par les armées cartaginoises dans leur fuite, les abandonnèrent dans la montagne, à brouter. Durant une période de sécheresse, le plus vieux des éléphants frappa de sa patte l'endroit d'où jailli l'eau.
Lorsque Maslama, l'alarife, déjà chargé de la construction de madinat al-Zahra, monta un jour dans la montagne à la recherche de nouveaux matériaux pour la ville palatine, il apprit la mort de l'ermite aux abords de la source, et commanda cet éléphant à l'un des sculpteurs de madinat al-Zahra. Il fit installer la statue en mémoire du ermite et de la légende qu'il avait écouté petit.